# اداهیم نیفت‌علی‌اف
اداهیم نیفت‌علی‌اف (ترکی آذربایجانی: Ədahim Niftəliyev؛ زادهٔ ۷ سپتامبر ۱۹۷۶) بازیکن فوتبال اهل جمهوری آذربایجان است.
از باشگاه‌هایی که در آن بازی کرده‌است می‌توان به باشگاه فوتبال خزر لنکران، باشگاه فوتبال قره‌باغ، باشگاه فوتبال نفتچی باکو، باشگاه فوتبال مویک باکو، باشگاه فوتبال ویلش ماسال‌لی، باشگاه فوتبال گنجلربیرلیئی سومقاییت، باشگاه فوتبال مس کرمان، باشگاه فوتبال انرگتیک، و باشگاه فوتبال باکی‌لی اشاره کرد.
وی همچنین در تیم ملی فوتبال جمهوری آذربایجان بازی کرده‌است.